# Beata Górczyńska-Szmytkowska
Beata Górczyńska-Szmytkowska, właśc. Beata Sylwia Szmytkowska (ur. 30 marca 1968 w Gdańsku) – polska archiwistka i działaczka opozycyjna.

## Życiorys
Córka Bogdana i Barbary. Maturę zdała w 1987 w III Liceum Ogólnokształcącym w Gdańsku. W latach 1987–1989 studiowała historię na Katolickim Uniwersytecie Lubelskim (KUL). Tytuł magistra uzyskała w 1994 na Wydziale Filologiczno-Historycznym Uniwersytetu Gdańskiego.
W latach 1983–1988 zajmowała się kolportowaniem wydawnictw podziemnych; skrzynka kolportażowa znajdowała się w mieszkaniu jej rodziców. W szkole współorganizowała kanały kolportażowe, w tym dotyczące form protestu. 24 kwietnia 1986 w wyniku donosu została zatrzymana, a nazajutrz osadzona w Areszcie Śledczym w Gdańsku. 16 lipca 1986 prokuratura uchyliła areszt, a 17 września 1986 umorzyła śledztwo w ramach amnestii. Jedną z funkcjonariuszy znęcających się nad nią w więzieniu była Jadwiga Kmicińska, w 1997 „za wybitne zasługi w umacnianiu bezpieczeństwa i porządku publicznego” odznaczona Krzyżem Kawalerskim Orderu Odrodzenia Polski. W latach 1986–1987 była rozpracowywana przez Wojewódzki Urząd Spraw Wewnętrznych w Gdańsku. W latach 1987–1989 jako studentka KUL wraz z Piotrem Niwińskim kolportowała wydawnictwa podziemne. W sierpniu 1988 zaangażowała się w dostarczanie żywności, lekarstw i korespondencji strajkującym robotnikom ze Stoczni Gdańskiej.
W 1996 rozpoczęła pracę jako archiwistka, a następnie starsza archiwistka i kustoszka w Archiwum Państwowym w Gdańsku.
W 2013 „za wybitne zasługi w działalności na rzecz przemian demokratycznych w Polsce” została odznaczona Krzyżem Kawalerskim Orderu Odrodzenia Polski.
Jedna z bohaterek wydanej w 2016 książki Anny Herbich „Dziewczyny z Solidarności”.
Jej mężem jest Radosław Szmytkowski, fizyk i wykładowca Politechniki Gdańskiej. Matka dwóch córek.